# Universidade Tecnológica Federal do Paraná
A Universidade Tecnológica Federal do Paraná (UTFPR) é uma universidade pública mantida pelo governo federal e sua sede está localizada na cidade de Curitiba, capital do estado brasileiro do Paraná. As bases da instituição decorrem do antigo Centro Federal de Educação Tecnológica do Paraná (CEFET-PR).
A UTFPR conta com treze campi no Paraná, nas cidades de: Apucarana, Campo Mourão, Cornélio Procópio, Curitiba (dividido nas sedes Centro e Ecoville), Dois Vizinhos, Francisco Beltrão, Guarapuava, Londrina, Medianeira, Ponta Grossa, Pato Branco, Toledo e Santa Helena.
Tendo como o objetivo a formação de profissionais no desenvolvimento nacional, a UTFPR conta com cursos como o técnico pós-médio (técnico para alunos que já concluíram o ensino médio), tecnologia, graduação, pós-graduação, sendo o curso de mestrado em Engenharia Elétrica o primeiro do Paraná e o curso de Doutorado também de Engenharia Elétrica o primeiro e o único do Paraná. A instituição abrange cursos técnicos integrados e o ensino superior, oferecendo diversos cursos: bacharelados, licenciaturas e tecnológicos, no qual muitos acadêmicos podem estender sua formação para mestrados e doutorados em diversas áreas de conhecimento. Obteve a melhor avaliação dentre as instituições federais de ensino superior do Paraná segundo o IGC  divulgado em  2013 e 2014, este consistindo em  um indicador de qualidade criado pelo MEC que avalia as instituições com base na média ponderada das notas dos cursos de graduação e pós-graduação de cada instituição.
É uma das 51 instituições de ensino administrada pela esfera federal, que está utilizando o Sistema de Seleção Unificada (SiSU) para ingresso nos cursos de nível superior, que utiliza a nota do Exame Nacional do Ensino Médio (Enem)  para a seleção de seus futuros alunos. A Universidade está inserida no Plano de Reestruturação e Expansão das Universidades Federais que com as obras finalizadas somarão mais 19.000 vagas até 2012, totalizando 40 mil alunos em toda a rede de ensino.

## História
A história da Universidade Tecnológica Federal do Paraná (UTFPR) teve início no século passado. Sua trajetória começou com a criação das Escolas de Aprendizes Artífices em várias capitais do país pelo então presidente, Nilo Peçanha, em 23 de setembro de 1909. No Paraná, a escola foi inaugurada no dia 16 de janeiro de 1910, em um prédio da Praça Carlos Gomes.
O ensino era destinado a garotos de camadas menos favorecidas da sociedade, chamados de “desvalidos da sorte”. Pela manhã, esses meninos recebiam conhecimentos elementares (primário) e, à tarde, aprendiam ofícios nas áreas de alfaiataria, sapataria, marcenaria e serralheria. Inicialmente, havia 45 alunos matriculados na escola, que, logo em seguida, instalou seções de Pintura Decorativa e Escultura Ornamental.

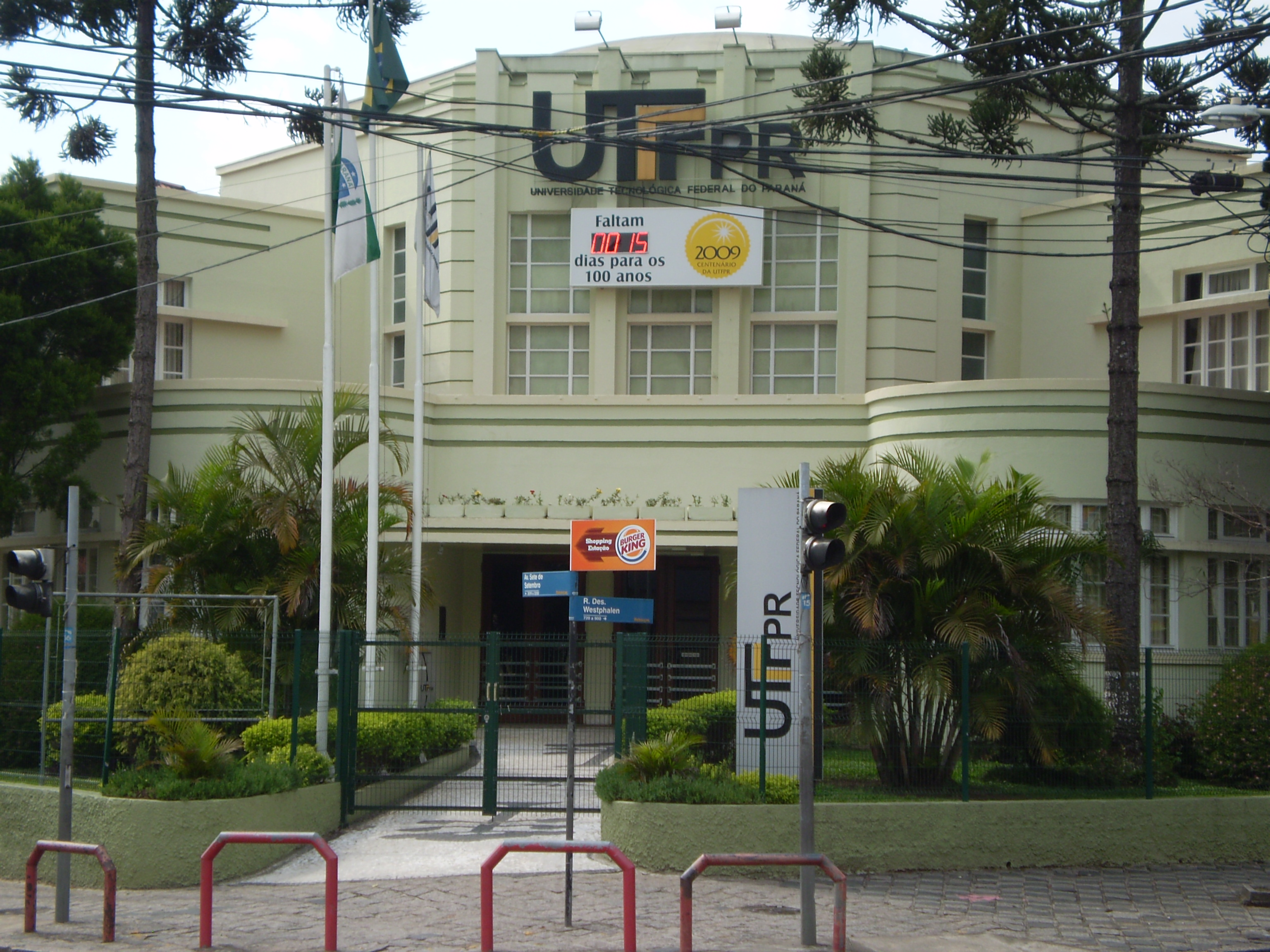
Universidade Tecnológica Federal do Paraná em 2009. Quinze dias antes de completar 100 anos de existência.

Aos poucos, a escola cresceu e o número estudantes aumentou, fazendo com que se procurasse uma sede maior. Então, em 1936, a Instituição foi transferida para a Avenida Sete de Setembro com a Rua Desembargador Westphalen, onde permanece até hoje. O ensino tornou-se cada vez mais profissional até que, no ano seguinte (1937), a escola começou a ministrar o ensino de 1º grau, sendo denominada Liceu Industrial do Paraná.
Cinco anos depois (1942), a organização do ensino industrial foi realizada em todo o país. A partir disso, o ensino passou a ser ministrado em dois ciclos. No primeiro, havia o ensino industrial básico, o de maestria e o artesanal. No segundo, o técnico e o pedagógico. Com a reforma, foi instituída a rede federal de instituições de ensino industrial e o Liceu passou a chamar-se Escola Técnica de Curitiba. Em 1943, tiveram início os primeiros cursos técnicos: Construção de Máquinas e Motores, Edificações, Desenho Técnico e Decoração de Interiores.

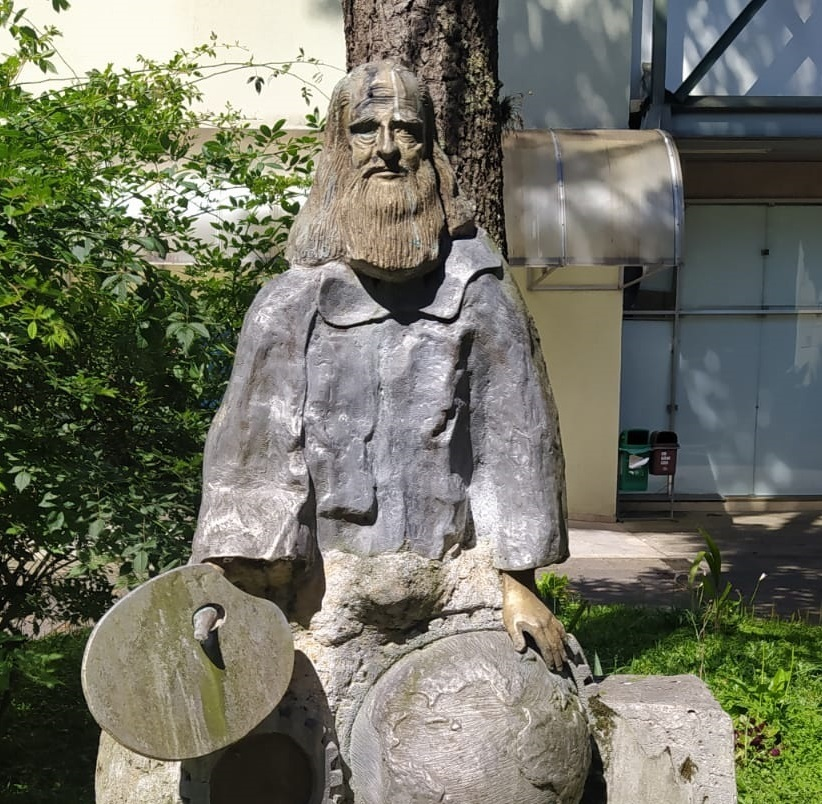
Estátua Engrenagem do Saber, de Luiz Gagliastri, em homenagem ao centenário da instituição.

Antes dividido em ramos diferentes, em 1959 o ensino técnico no Brasil foi unificado pela legislação. A escola ganhou, assim, maior autonomia e passou a chamar-se Escola Técnica Federal do Paraná. Em 1974, foram implantados os primeiros cursos de curta duração de Engenharia de Operação (Construção Civil e Elétrica).
Quatro anos depois (1978), a Instituição foi transformada em Centro Federal de Educação Tecnológica do Paraná (Cefet-PR), passando a ministrar cursos de graduação plena. A partir da implantação dos cursos superiores, deu-se início ao processo de “maioridade” da Instituição, que avançaria, nas décadas de 80 e 90, com a criação dos Programas de Pós-graduação.
Em 1990, o Programa de Expansão e Melhoria do Ensino Técnico fez com que o CEFET-PR se expandisse para o interior do Paraná, onde implantou unidades. Com a Lei de Diretrizes e Bases da Educação (LDBE), de 1996, que não permitia mais a oferta dos cursos técnicos integrados, a Instituição, tradicional na oferta desses cursos, decidiu implantar o Ensino Médio e cursos de Tecnologia. Em 1998, em virtude das legislações complementares à LDBE, a diretoria do então Cefet-PR tomou uma decisão ainda mais ousada: criou um projeto de transformação da Instituição em Universidade Tecnológica.
O trâmite do projeto no legislativo começou em outubro de 2004, mas a ideia da mudança teve origem em 1998. Com a Lei de Diretrizes e Bases da Educação Nacional (LDB), de 1996, que extinguia os cursos técnicos na forma integrada (técnico simultâneo com o ensino médio), o CEFET-PR mudou seu foco essencialmente de educação profissional de nível médio para instituição voltada à graduação. Essa mesma lei também possibilita a criação de universidades especializadas no campo do saber. Após sete anos de preparo e o aval do governo federal, o projeto tornou-se lei e o Cefet-PR, então, passou a ser a Universidade Tecnológica Federal do Paraná (UTFPR), a primeira universidade tecnológica do Brasil. Atualmente, a Universidade Tecnológica conta com treze campi, distribuídos nas cidades de Apucarana, Campo Mourão, Cornélio Procópio, Curitiba, Dois Vizinhos, Francisco Beltrão, Guarapuava, Londrina, Medianeira, Pato Branco, Ponta Grossa e Toledo. O Presidente da República, Luiz Inácio Lula da Silva, à época, sancionou o projeto de transformação do CEFET-PR em universidade, no dia 7 de outubro de 2005. A lei foi publicada no Diário Oficial da União no dia 10 de outubro de 2005.

## Entidades e órgãos relacionados
Em 2008, na UTFPR de Curitiba, foi criada a equipe Imperador com o intuito de representar a universidade nas competições de Baja organizadas pela SAE Brasil. A equipe tem continuamente melhorado os seus resultados nas competições, tendo como última colocação (Nacional 2023) o título de 6° melhor equipe do Brasil, garantindo ainda o 3° lugar em manobrabilidade e 1° lugar no Desafio Técnico, que consistia em uma Análise de Ciclo de Vida (ACV) do produto. Também em 2023, a Equipe Imperador de Baja da UTFPR fez história ao conquistar um aproveitamento de 100% na apresentação de Sales & Marketing. Atualmente, a Equipe Imperador tem sua oficina localizada na sede do Ecoville, e conta com o apoio de mais de 20 empresas. É possível encontrar mais informações no site ou no Instagram. 
Já na competição Regional Sul de 2023, em que participaram diferentes universidades do Paraná, Santa Catarina e Rio Grande do Sul, a Equipe Imperador de Baja da UTFPR-CT conquistou o 1° lugar em Projetos e também o 4° lugar geral. 

## Infraestrutura

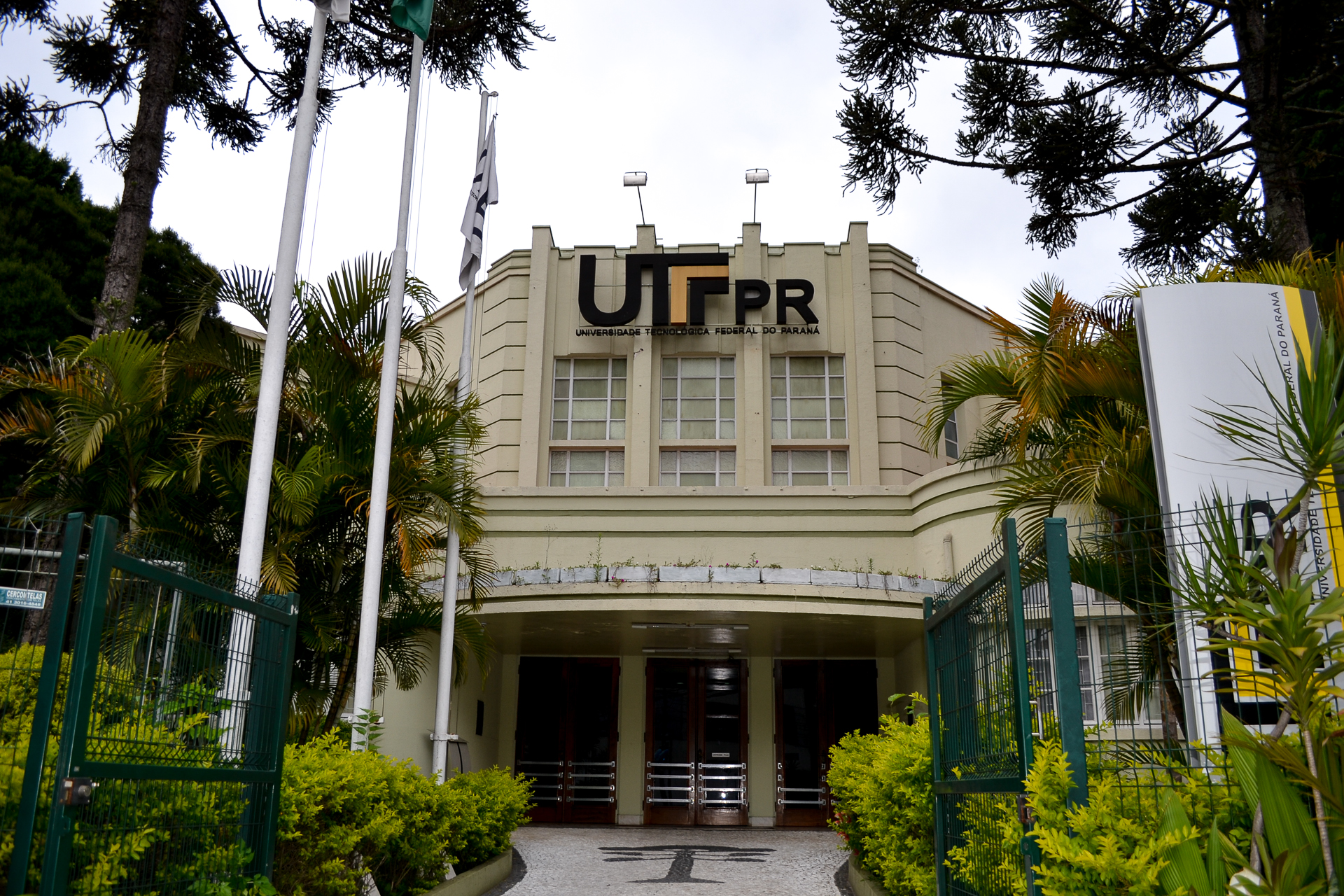
Campus Curitiba da Universidade Tecnológica Federal do Paraná em 2013.

Dados de 2007 apontam que a UTFPR conta com um total de 975 docentes efetivos e 166 substitutos da carreira de 1º e 2º graus, 236 professores efetivos e 48 substitutos da carreira de ensino superior e 640 servidores técnico-administrativos. No quadro docente, 143 são mestres e 95 doutores. O corpo discente é constituído por 11.942 estudantes, sendo 1.132 estudantes matriculados em 19 cursos de educação profissional técnica de nível médio; 8.088, em 27 cursos superiores de tecnologia; 2.371, em 22 cursos de bacharelados (incluindo-se as engenharias) e 2 licenciaturas; 446 inscritos em 5 programas de mestrado e 54, em um programa de doutorado. A UTFPR registrou, em 2006, no cadastro do CNPq, um total de 15 grupos, com 42 linhas de pesquisa e 117 pesquisadores envolvidos.

#### Organização e infraestrutura
- 13 campi;
- 3.314.156,84 m² de área de terreno, com 248.090,80 m² de área construída;
- 263 salas de aula, com 16.284,44 m²;
- 334 laboratórios, com 30.838,35 m²;
- Onze bibliotecas com 96.901 títulos e 224.868 exemplares;
- Quinze auditórios, compreendendo salas de videoconferência, teatros, mini-auditórios e sala multi-meios;
- Dez ginásios de esportes, duas piscinas e sete quadras;

## Cursos
A UTFPR oferece cursos do tipo:
- Ensino Técnico
- Graduação,
- Especialização
- Mestrado
- Doutorado
- Línguas estrangeiras

## Galeria

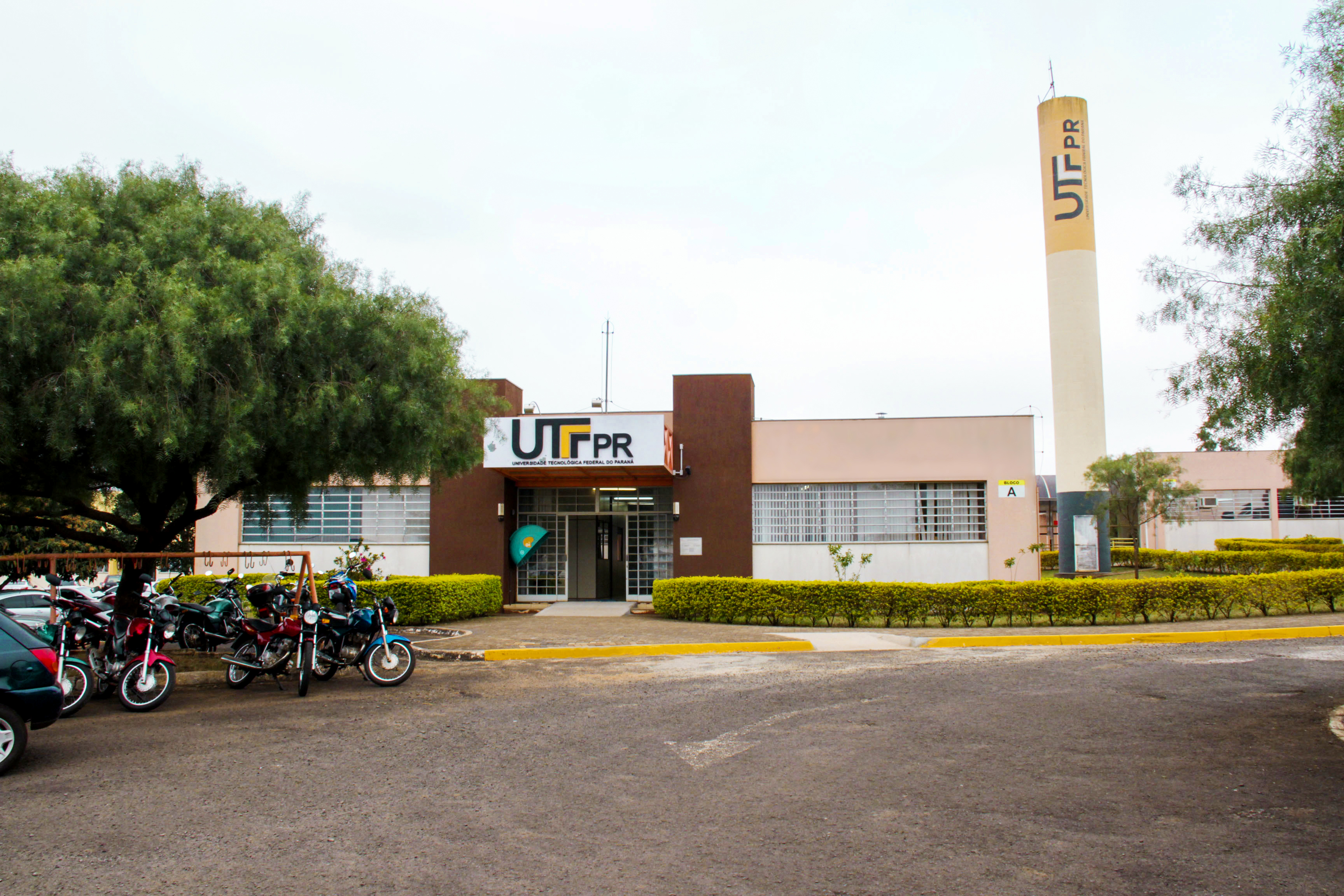
Campus Apucarana.
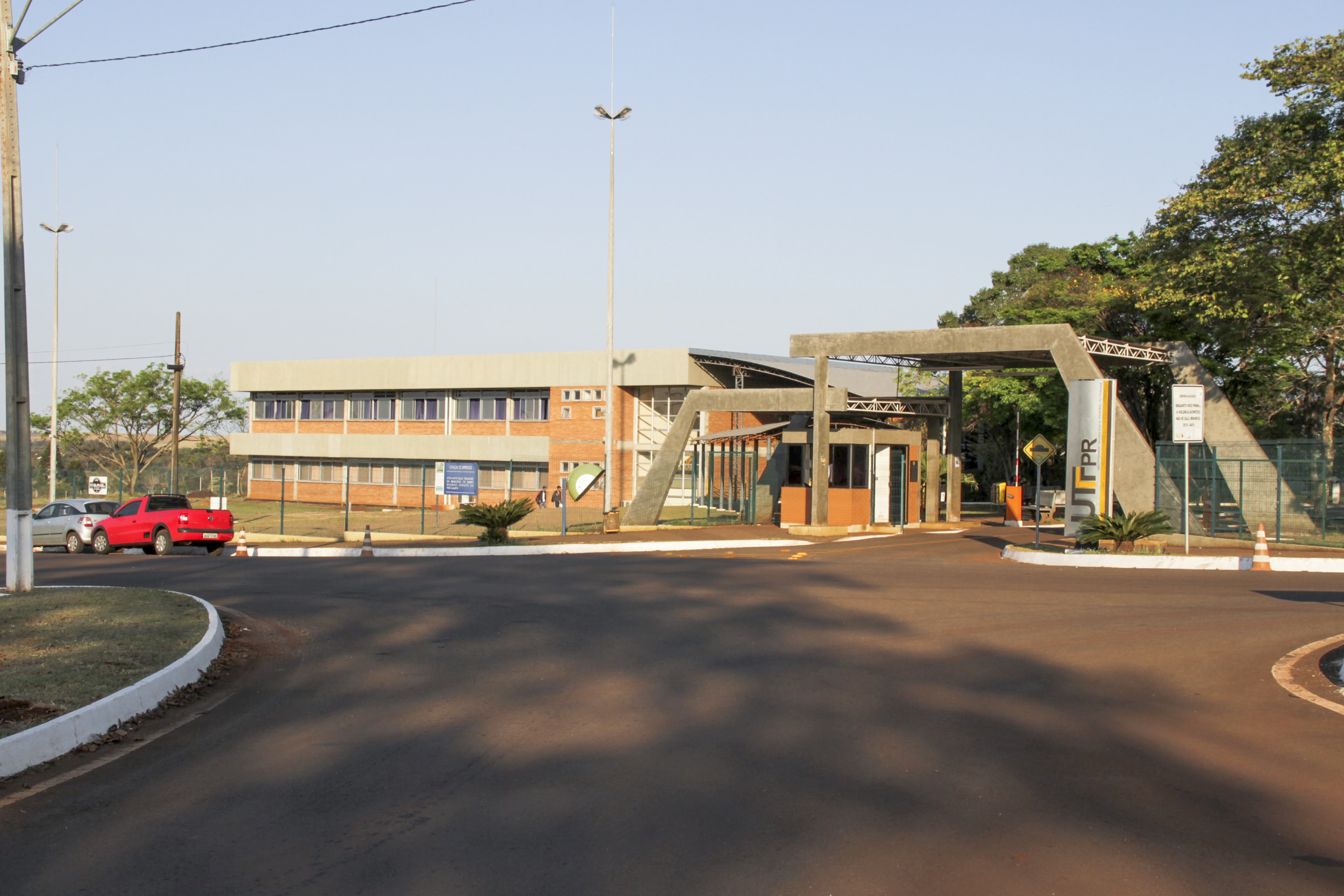
Campus Campo Mourão.
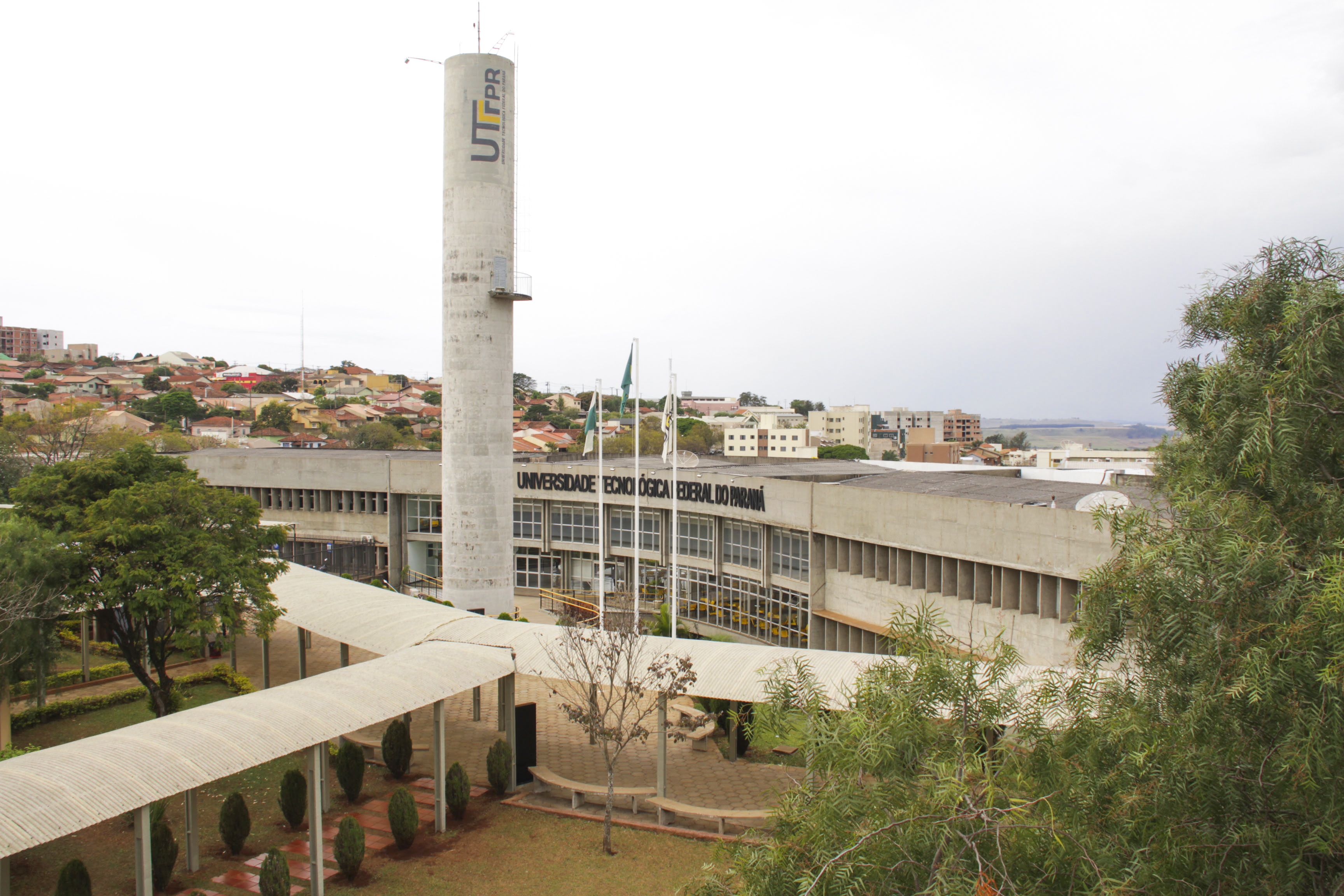
Campus Cornélio Procópio.
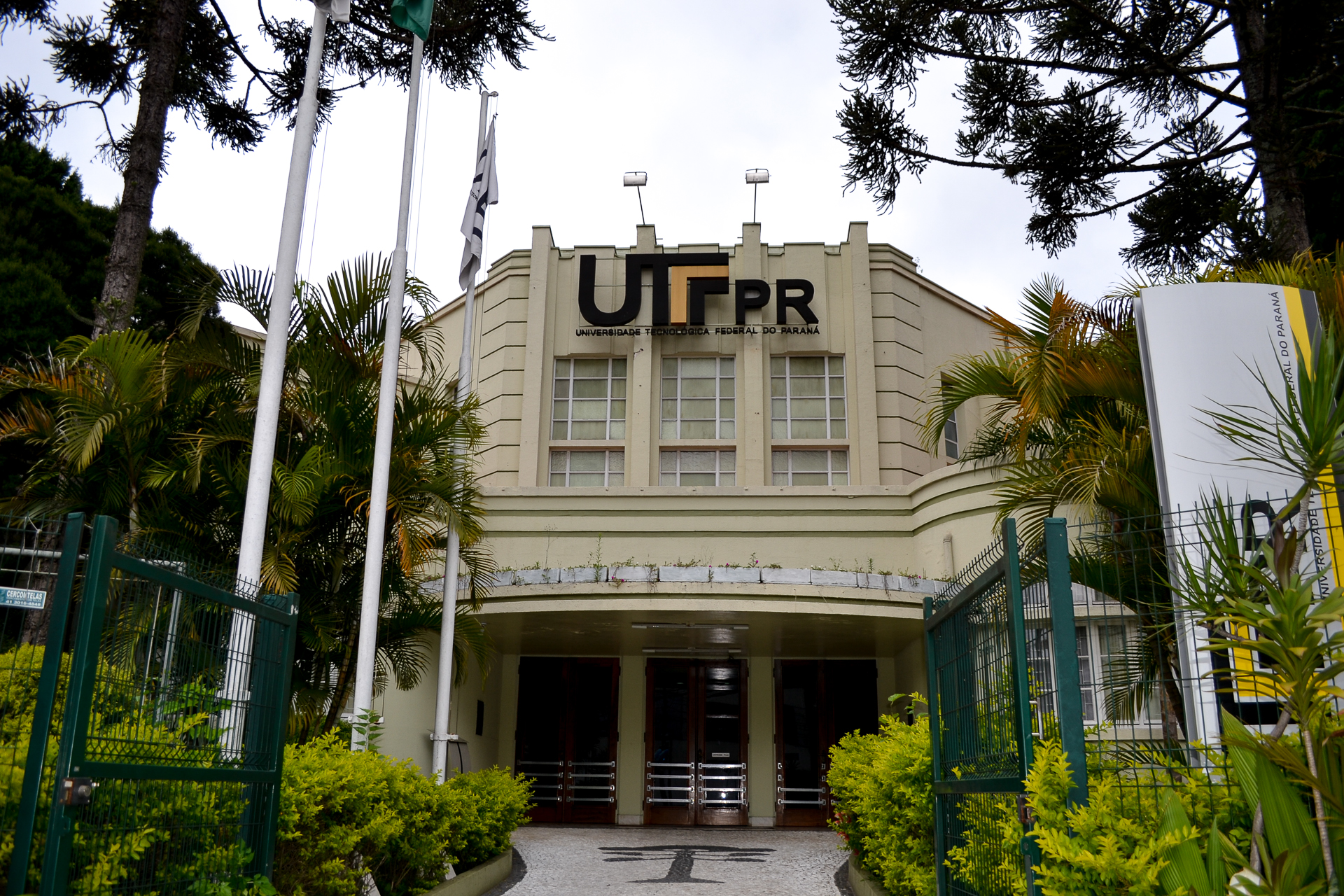
Campus Curitiba.
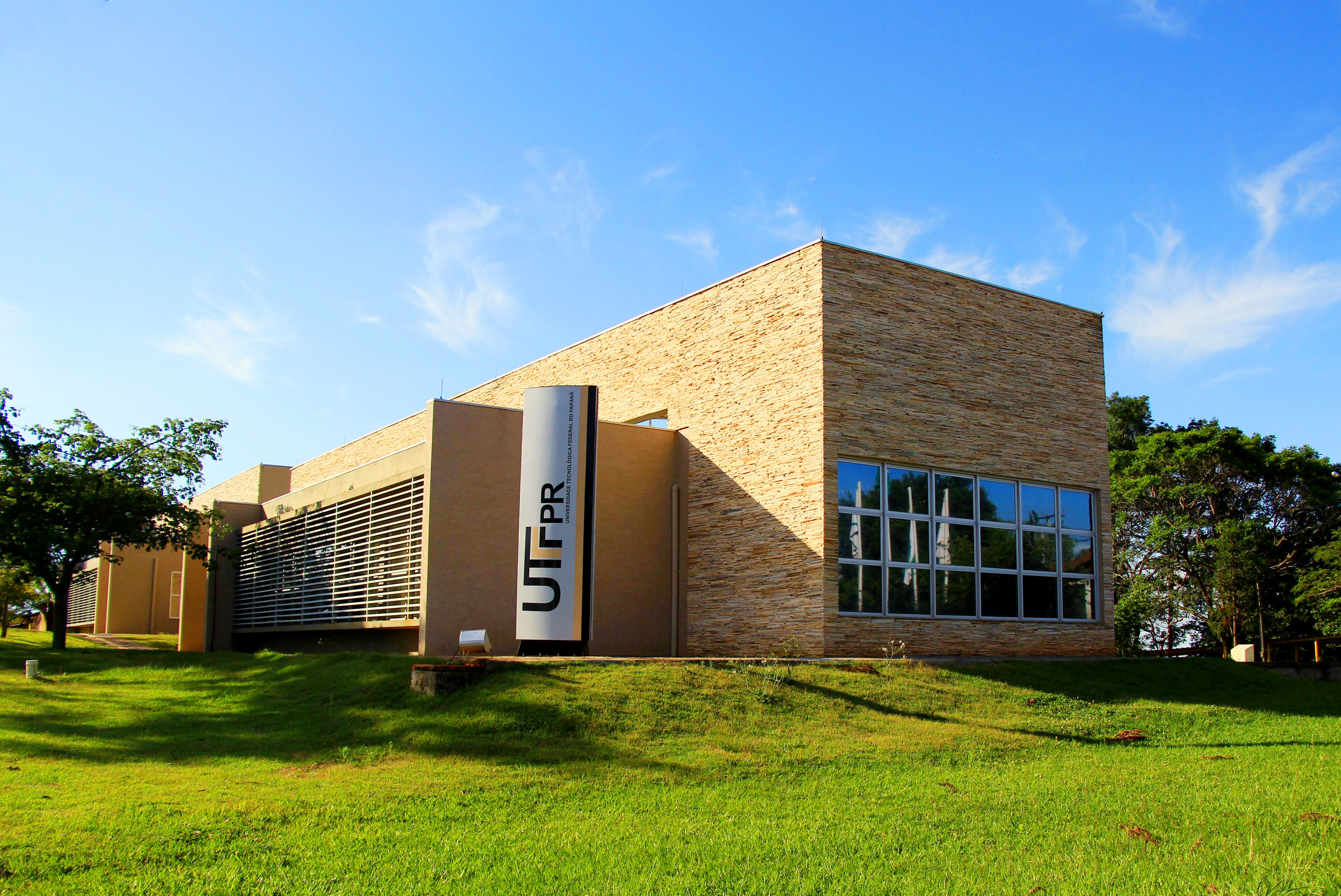
Campus Dois Vizinhos.
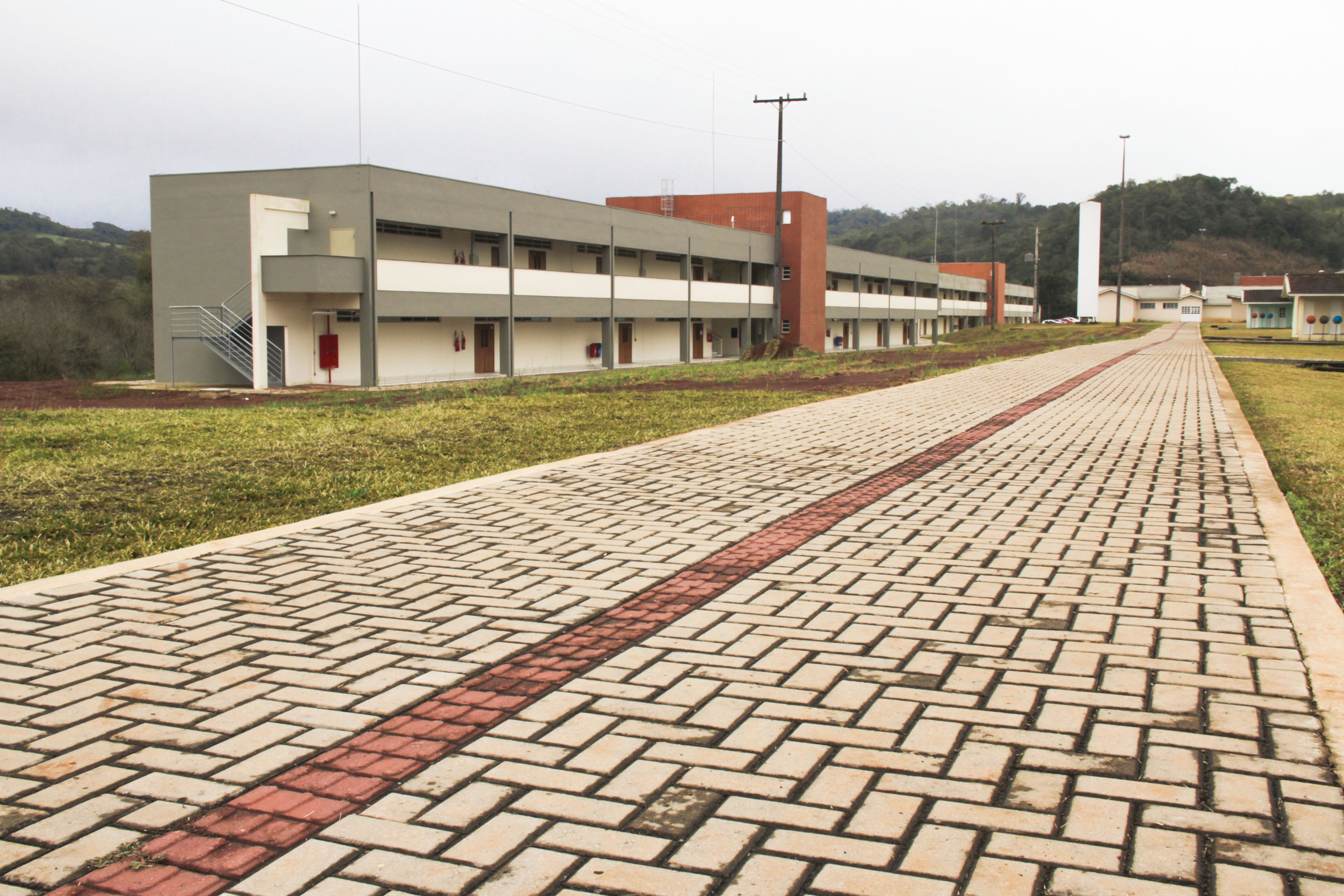
Campus Francisco Beltrão.
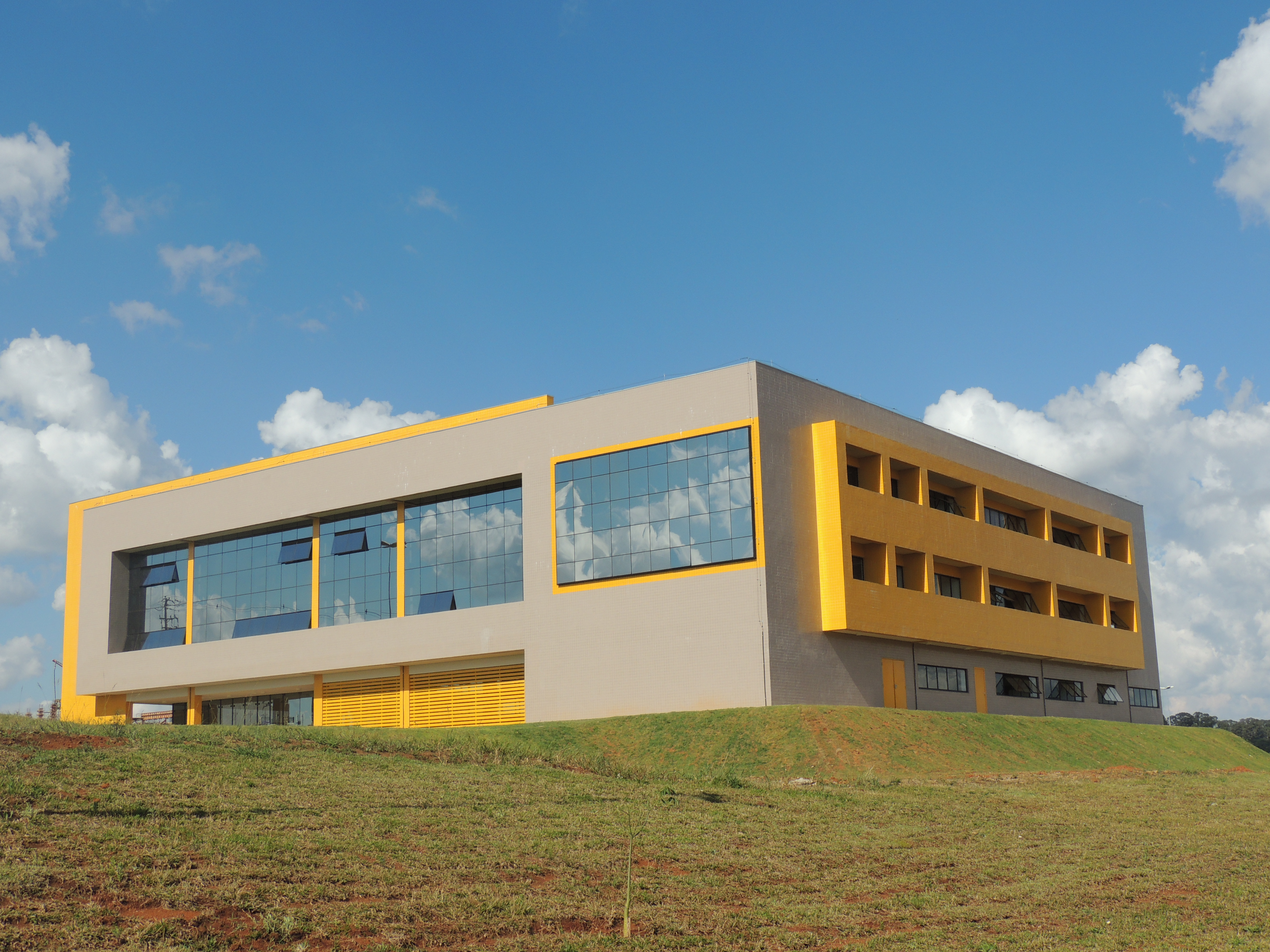
Campus Guarapuava.
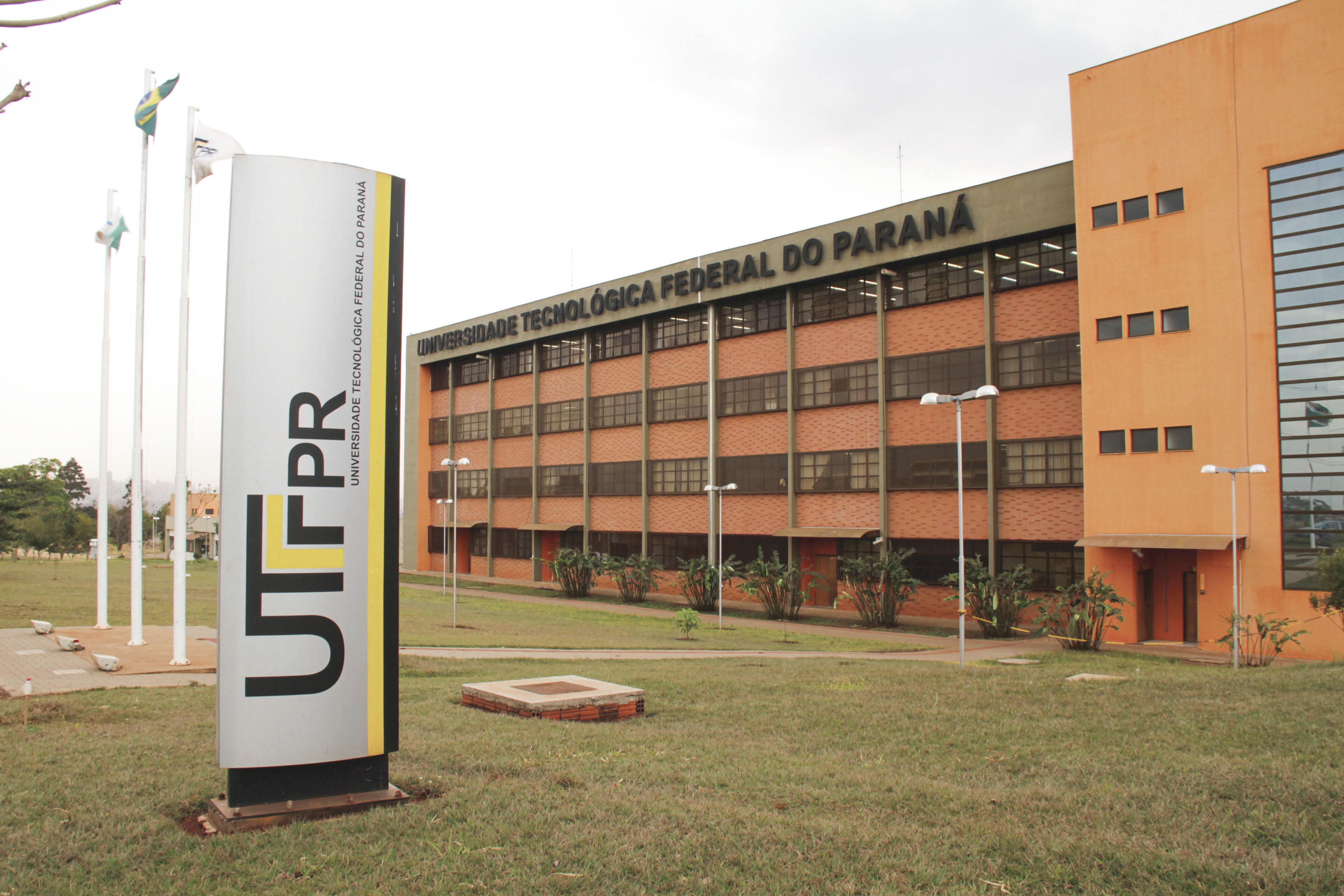
Campus Londrina.
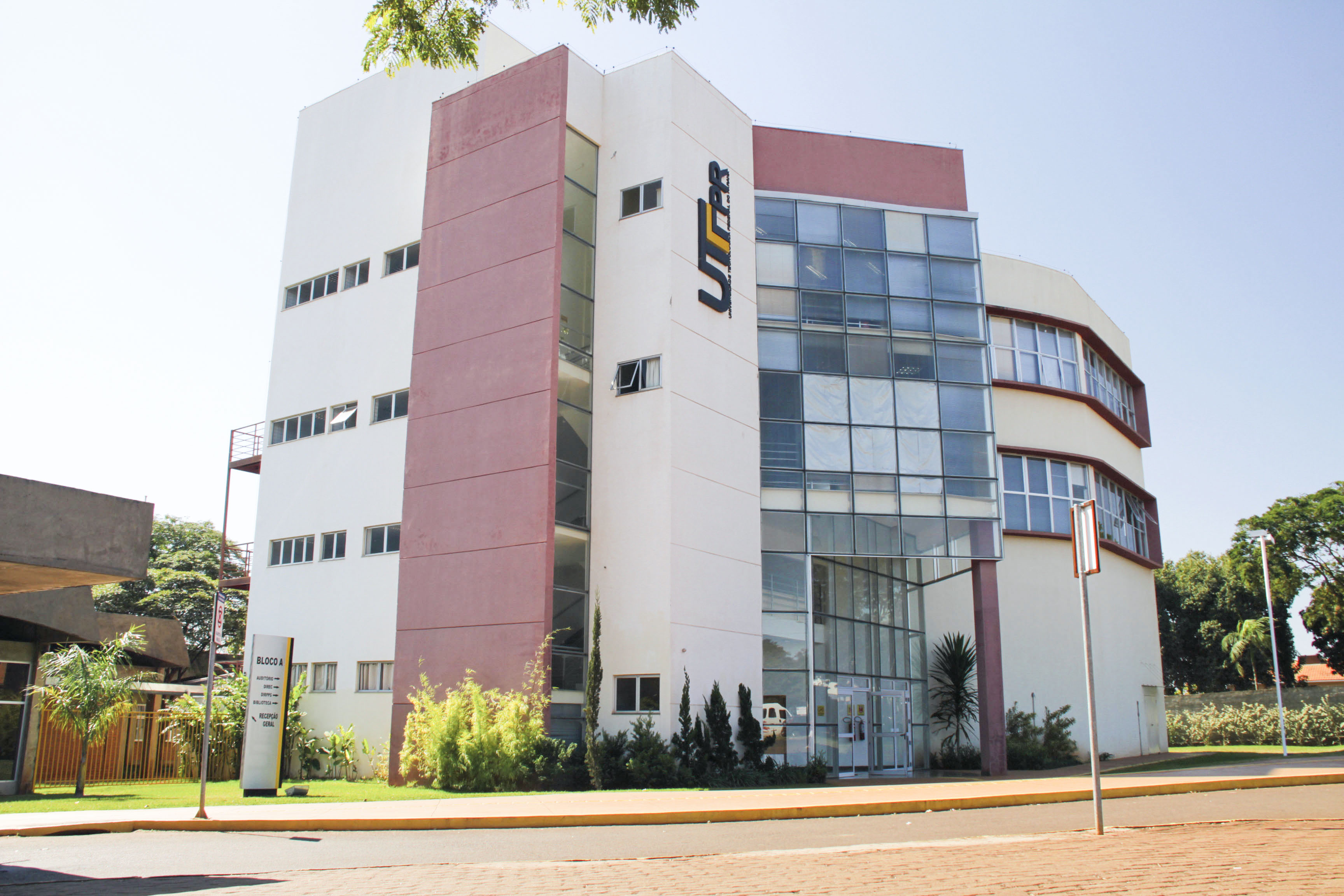
Campus Medianeira.
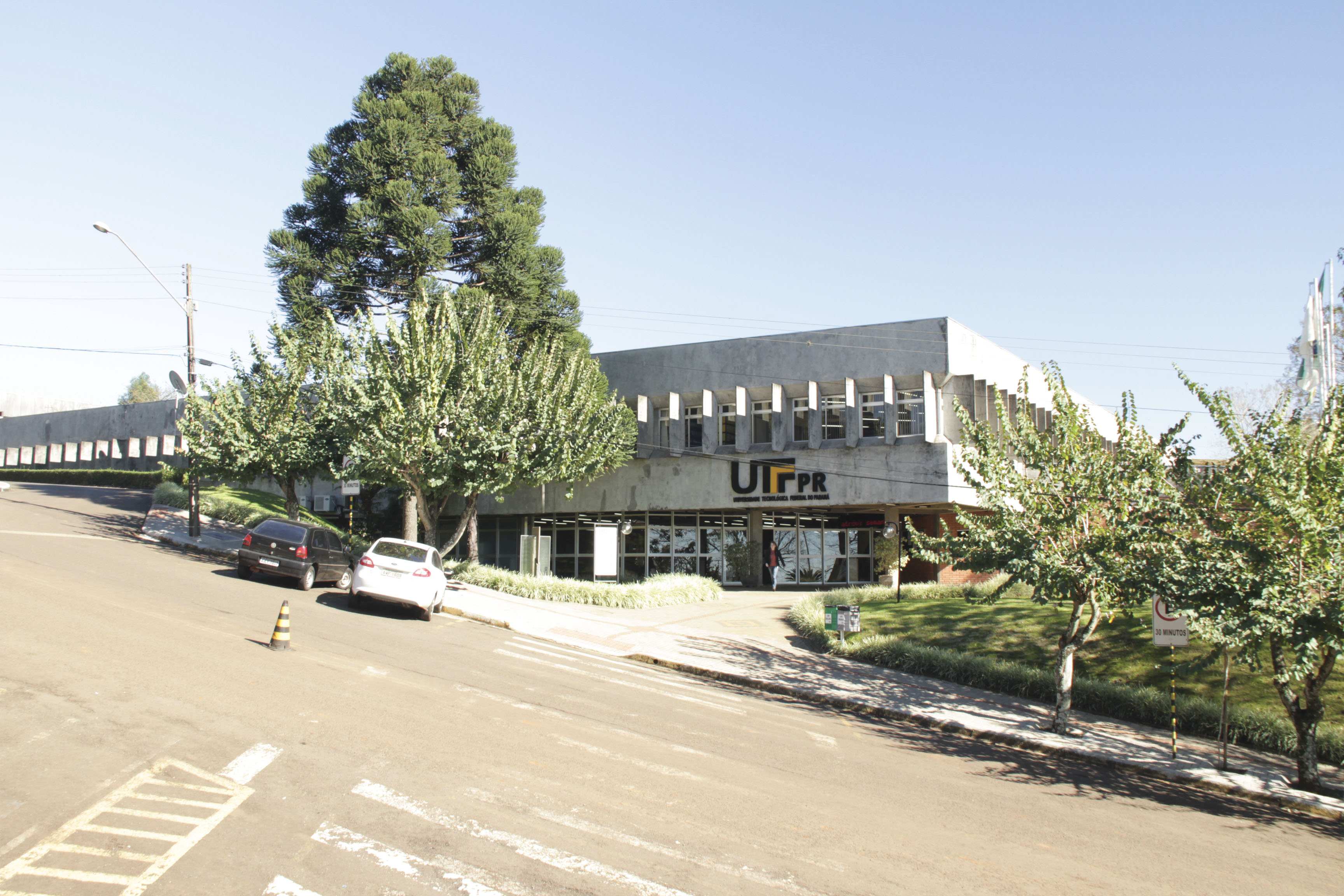
Campus Pato Branco.
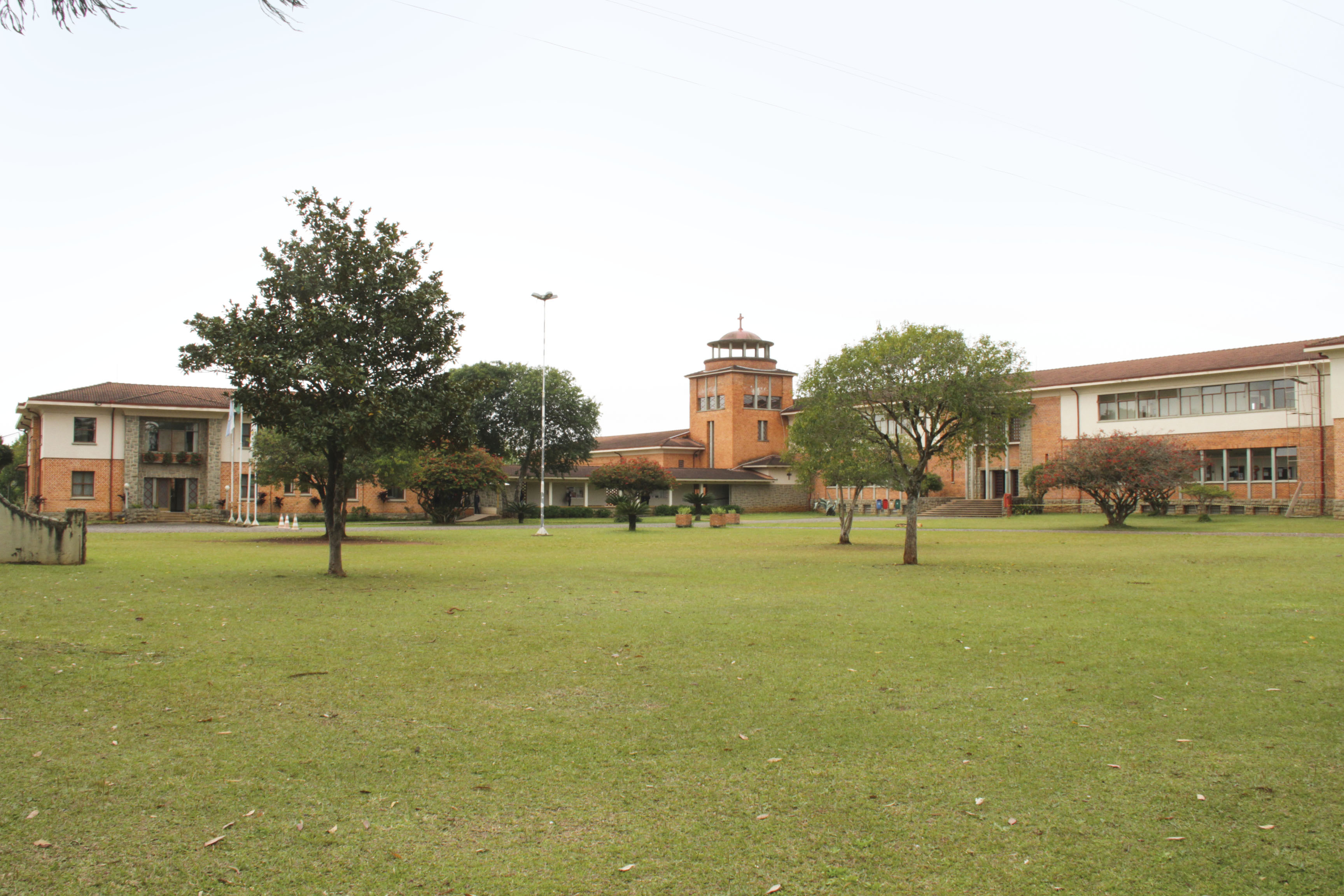
Campus Ponta Grossa.
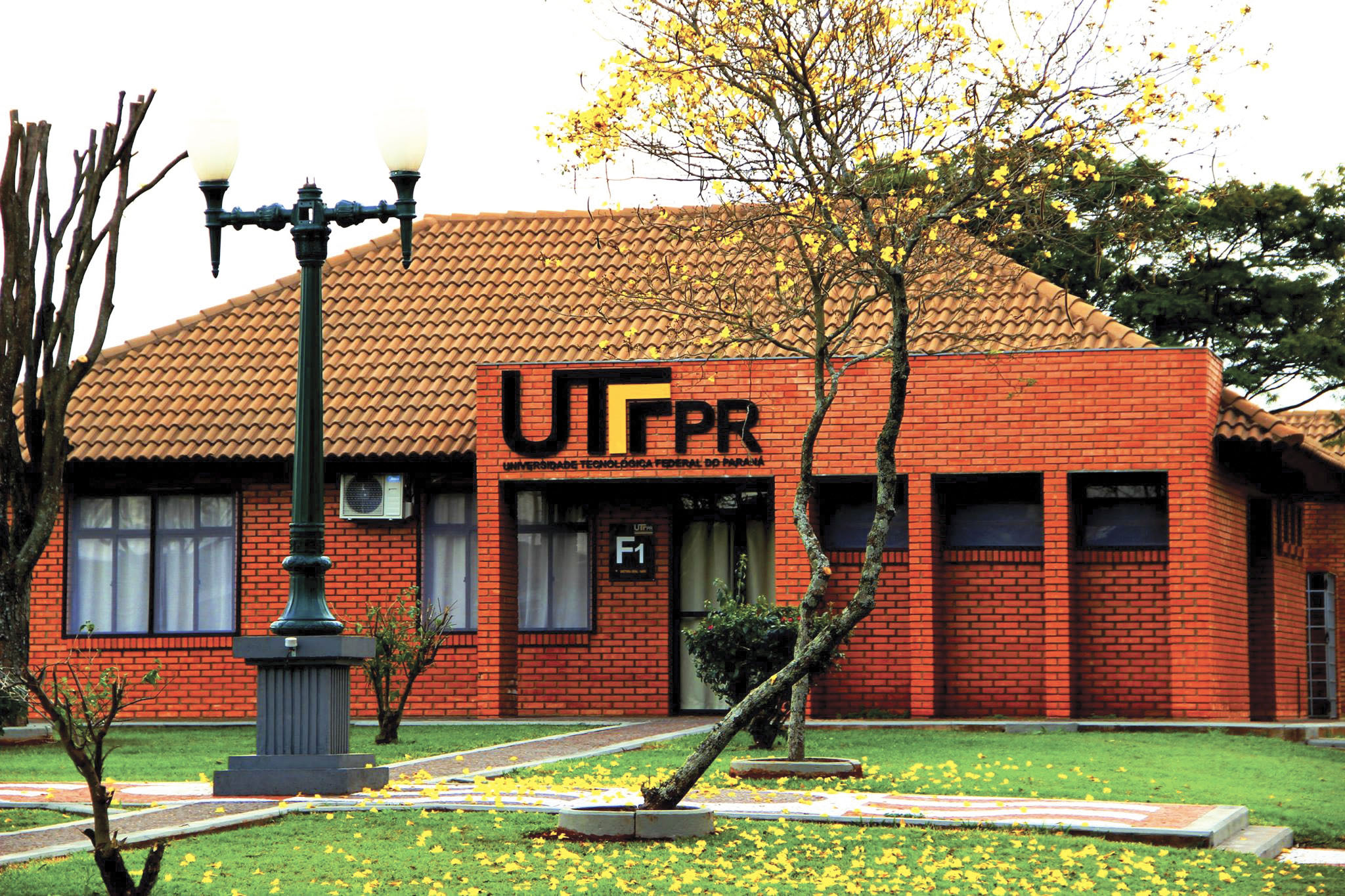
Campus Santa Helena.
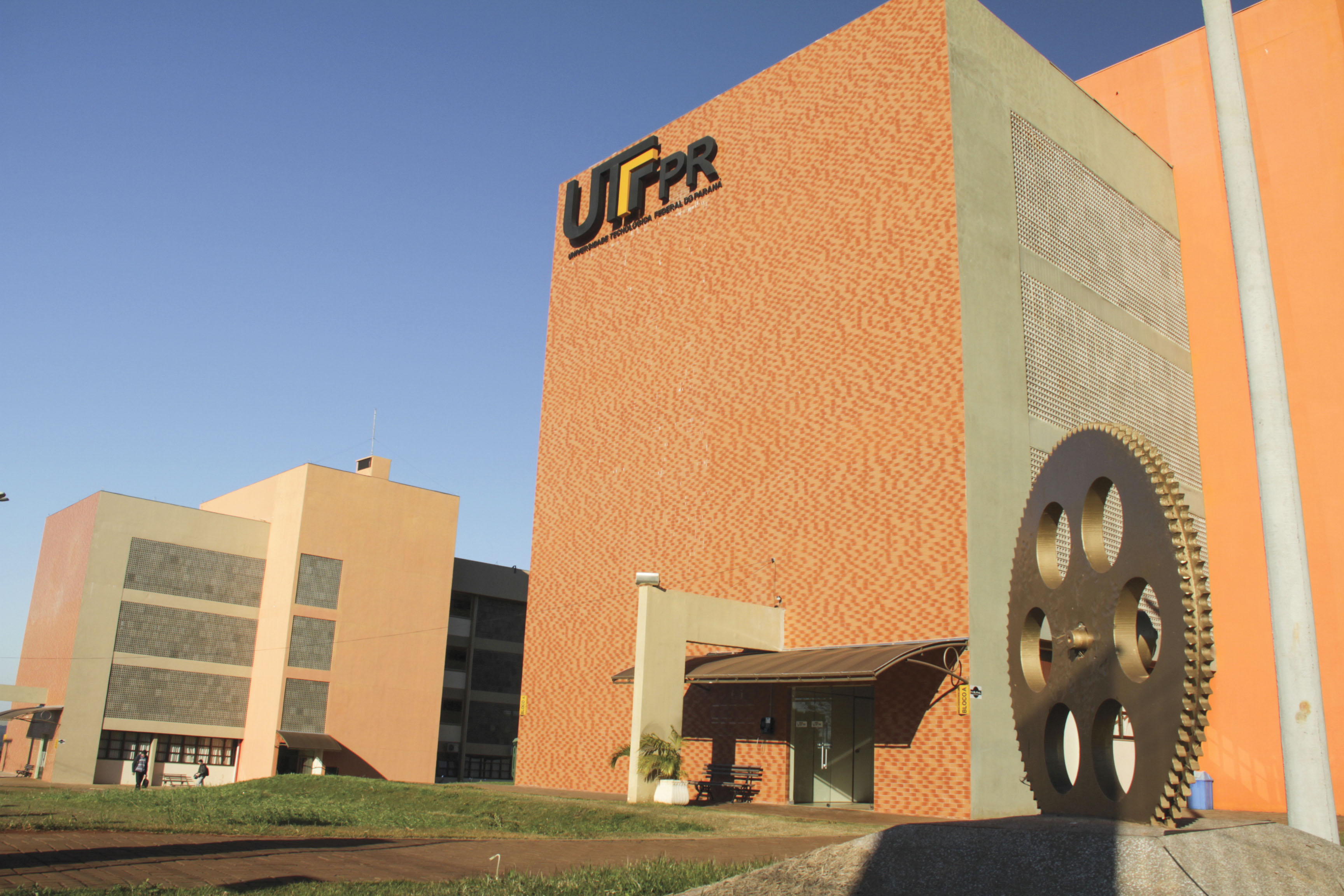
Campus Toledo.